# سیارک ۱۰۶۶۲
سیارک ۱۰۶۶۲ (به انگلیسی: 10662 Peterwisse، نامگذاری:3201T-2) ده هزار و ششصد و شصت و دومین سیارک کشف شده‌است که در ۳۰ سپتامبر ۱۹۷۳ کشف شد.
قدر مطلق سیارک برابر ۲۴.۵ است.